# Skupljena baština
Skupljena baština antologija je hrvatskog pjesništva druge polovice 20. stoljeća priređivača Stijepe Mijovića-Kočana, objavljena 1993. godine.

## Zastupljeni pjesnici
- Alić, Džemaludin
- Babić, Goran
- Balog, Zvonimir
- Bauman, Ivan
- Begović, Sead
- Bilankov, Ivo
- Bilopavlović, Tito
- Blažević, Neda Miranda
- Bonifačić, Antun
- Bošnjak, Branimir
- Božanić, Joško
- Brajnović, Luka
- Brešić, Vinko
- Bubalo, Janko
- Car-Matutinović, Ljerka
- Čegec, Branko
- Čenar, Jurica
- Cesarić, Dobriša
- Ćorić, Šimun Šito
- Crnec, Zlatko
- Črnja, Zvane
- Čudina, Marija
- Cvitan, Dalibor
- Dedić, Arsen
- Dekanović, Ivo
- Delorko, Olinko
- Demirović, Hamdija
- Diana, Srećko
- Dizdar, Mak
- Dragojević, Danijel
- Dretar, Tomislav
- Ekinović, Esad P.
- Ercegović, Jakša
- Fabijanić, Damir
- Falout, Željko
- Fiamengo, Jakša
- Fišer, Ernest
- Franičević Pločar, Jure
- Franičević, Marin
- Ganza, Mate
- Golob, Zvonimir
- Golub, Ivan
- Gotovac, Vlado
- Grčić, Marko
- Grubišić, Vinko
- Gudelj, Petar
- Gujaš-Džuretin, Josip
- Gulin, Stjepan
- Hebrang, Dunja
- Horić, Alan
- Horvatić, Dubravko
- Hrastovec, Stjepan
- Hrustanović, Husnija
- Husić, Zvonimir
- Igrić, Ranko
- Ilić, Andrija
- Ivančan, Dubravko
- Ivanišević, Drago
- Ivanković, Željko
- Ivšić, Radovan
- Jakšić, Ante
- Jelen, Mirjana
- Jelušić, Božica
- Jendričko, Slavko
- Jurica, Neven
- Juriša, Stanko
- Kabalin, Mladen
- Kajan, Ibrahim
- Kalinski, Ivo
- Karabin, Marijan
- Karaman, Srećko
- Kaštelan, Jure
- Katalenić, Zvonimir
- Katunarić, Dražen
- Kišević, Enes
- Klarić, Branko
- Klarić, Branko
- Knežević, Željko
- Kolibaš, Darko
- Kordić, Ivan
- Kordić, Lucijan
- Kordić, Miloš
- Koroman, Veselko
- Kos, Vinko
- Kovač, Zvonko
- Kovačić, Ivan Goran
- Kovačić, Vladimir
- Kraljić, Nikola
- Krklec, Gustav
- Krmpotić, Vesna
- Krstanović, Zdravko
- Kršul, Zoran
- Kupareo, Rajmund
- Ladin, Ilija
- Lalli, Milena
- Lendić, Ivo
- Machiedo, Mladen
- Mađer, Miroslav Slavko
- Mađer,  Slavko
- Mahić, Admiral
- Mahmutefendić, Kemal
- Majdak, Zvonimir
- Majetić, Alojz
- Maković, Zvonko
- Maleš, Branko
- Malić, Zdravko
- Manojlović, Sonja
- Marija od Presvetog Srca
- Maroević, Tonko
- Marović, Tonči Petrasov
- Martić, Nikola
- Maruna, Boris
- Maslać, Mile
- Mazur, Dražen
- Mehmedagić, Enver
- Melvinger, Jasna
- Merković, Lazar
- Meštrović, Josip
- Mifka, Ljerka
- Mihalić, Slavko
- Mijović-Kočan, Stijepo
- Miklaužić, Đurđa
- Milićević, Nikola
- Milišić, Milan
- Milošić, Stanislav-Geza
- Mrkonjić, Zvonimir
- Nikolić, Vinko
- Nizeteo, Antun
- Osti, Josip
- Ostojić, Hrvoje
- Paljetak, Luko
- Pančić, Ivan
- Panjkota, Dražen
- Parun, Vesna
- Pavić, Vladimir
- Pavlović, Boro
- Pavlović, Vladimir
- Peakić-Mikuljan, Marija
- Peić, Matko
- Pešorda, Mile
- Peti, Mirko
- Petrak, Nikica
- Petrović, Stanislav
- Plepelić, Zvonko
- Podrug, Toma
- Popadić, Momčilo
- Popović, Vladimir
- Puljić, Vlado
- Pupačić, Josip
- Raos, Marija
- Reinhofer, Vladimir F.
- Ricov, Joja
- Rogić Nehajev, Ivan
- Sabljak, Tomislav
- Sabol, Željko
- Šego, Krešimir
- Sekulić, Ante
- Šešelj, Stjepan
- Sever, Josip
- Sirnik, Damir
- Škunca, Andriana
- Škurla, Dubravko
- Slamnig, Ivan
- Slaviček, Milivoj
- Šnajder, Đuro
- Šolc, Oto
- Soldo, Marinko
- Šop, Nikola
- Špoljar, Krsto
- Stamać, Ante
- Štambuk, Drago
- Stefanović, Ljubomir
- Stojević, Milorad
- Stojić, Mile
- Sušac, Gojko
- Suško, Mario
- Tadijanović, Dragutin
- Tolj, Ivan
- Tomičić, Zlatko
- Valent, Milko
- Vida, Viktor
- Vidović, Mirko
- Vitez, Grigor
- Vladović, Borben
- Vojnić Purčar, Petko
- Vrga, Boris
- Vrkljan, Irena
- Vučetić, Šime
- Vučićević, Stojan
- Vuletić, Anđelko
- Žagar, Anka
- Zečković, Lela
- Zeljković, Branislav
- Zidić, Igor